# Niederdruck-Wassernebel-Löschanlage
Niederdruck-Wassernebel-Löschanlagen sind Lösch- und Brandbekämpfungsanlagen, die es aufgrund ihrer Düsenbauart ermöglichen, mit wenig Wasser, im Niederdruckbereich, einen Brand effizient zu bekämpfen. 

## Brandbekämpfungsanlage / Feuerlöschanlage
Eine Feuerlöschanlage ist eine ständig betriebsbereite technische Anlage, die einen Brand mit einem Löschmittel löscht.
Stationäre (ortsfeste) Feuerlöschanlagen bestehen häufig aus einem Rohrleitungssystem mit geeigneten Ausgabevorrichtungen (Beispiele: Sprinkler, Löschdüse), über die im Einsatzfall das Löschmittel ausgetragen wird. Sie werden entweder indirekt durch Brandmelde- und Löschsteueranlagen oder direkt durch mechanische Branderkennungs- und Auslöseelemente (Beispiele: Glasfass, Schmelzlot) automatisch oder manuell ausgelöst. Die Anlagen sollen einen Brand selbsttätig löschen oder ihn so lange kontrollieren, bis die Feuerwehr eintrifft, um ihn zu löschen.
Mobile Feuerlöschanlagen gibt es fest in Feuerwehrfahrzeugen eingebaut, als Wechselauflieger oder als Container für Feuerwehrfahrzeuge, die je nach Einsatzfall auf dem Trägerfahrzeug zum Einsatzort kommen. Ein Beispiel ist eine mobile Kohlendioxid-Feuerlöschanlage für Unternehmen der chemischen Industrie.

## Arten von Feuerlöschanlagen
- Sprinkleranlagen
- Sprinkler-Nassanlage
- Sprinkler-Trockenanlagen
- Vorgesteuerte Sprinkleranlagen
- Sprühwasserlöschanlagen
- Wassernebel-Löschanlagen
- Hochdruck-Wassernebel-Löschanlagen
- Niederdruck-Wassernebel-Löschanlagen
- Schaum-Löschanlagen
- Funkenlöschanlagen
- Kohlenstoffdioxid-Löschanlage (CO2-Löschanlage)
- Inertgas-Löschanlagen
- Inertgas-Löschanlagen mit Gasgemischen (Inergen, Argonite)
- Chemische Löschanlagen (Halon, FM-200, Novec 1230)
- Pulverlöschanlagen und Löschaerosole

## Wassernebel-Löschanlagen
Bei einer Wassernebel-Löschanlage werden sehr kleine Wassertropfen als Löschmittel eingesetzt. Die durchschnittliche Größe eines Wassertropfens liegt bei etwa 10 bis 100 μm (Vergleich Feinsprüh-Löschanlagen: 250 bis 500 μm). Da die Löschdüsen sehr feine Wassertropfen versprühen, kann dadurch die Oberfläche der eingebrachten Wassermenge um ein Vielfaches vergrößert werden. So wird dem Feuer schneller Energie entzogen und der Kühleffekt des Löschmittels Wasser kann optimiert werden. Zudem können die Löschwassermenge und somit auch die Wasserbevorratung sowie Schäden durch das Löschwasser reduziert werden.

## Geschichte
In den 1930er Jahren wurde Niederdruck-Wassernebel erstmals patentiert. Als Beispiel ist die Patentschrift Nr. 512544 Flüssigkeitszerstäuber zu nennen. Zu dieser Zeit waren die physischen Eigenschaften von Feuer und Wasser bereits bekannt, sodass vor allem im militärischen Bereich die Wassernebeltechnologie detailliert erforscht und seine Effizienz bewiesen wurde. Die Funktionsweisen damals beruhten meist auf einer Nebelherstellung bei hohem Druck. Da hohe Drücke eher schwer zu realisieren waren und sind, wurde ein Schwerpunkt auf den Niederdruckbereich gesetzt. In den ehemaligen Ländern des Ostblocks wurde vermehrt auf die Niederdruck-Wassernebel-Technologie gesetzt und geforscht. Dort kam es dann im Laufe des Kalten Krieges zu Entwicklungen von Niederdruck-Wassernebel-Löschanlagen für Panzer und anderen Systemen die ihrer Zeit sehr weit voraus waren. In den ehemaligen Ländern des Ostblocks wurde Niederdruckwassernebel aufgrund seiner positiven Effizienz im Vergleich zu den wirtschaftlichen Aufwendungen eingesetzt. In den 1970er Jahren wurde ein Norm entwickelt zu dem Thema Wassernebel-Löschanlagen, die TGL 32457. Seit dem Jahr 2010 gibt es die NFPA 750 Standard on Water Mist Fire Protection Systems.

## Aufbau
Prinzipiell ist eine Niederdruck-Wassernebel-Löschanlage ähnliche wie eine herkömmliche Löschanlage aufgebaut. Sie besteht aus thermisch auslösenden Düsen, einem Rohrleitungsnetz, einer Alarmventilstation, einer Pumpe und einem Löschwasservorratsbehälter. Wie bei anderen Anlagen werden hier nur zugelassene und geprüfte Bauteile verwendet, sodass ein Ausfall des Systems auf das Mindestmaß gesenkt werden kann. Der signifikanteste Unterschied liegt darin, dass eine Niederdruck-Wassernebel-Löschanlage im Vergleich zu einer herkömmlichen Sprinkleranlage wesentlich weniger Wasser benötigt und somit die Dimensionierung der einzelnen Bauteile wesentlich geringer ausfällt.

## Arten
Wie bei herkömmlichen Brandbekämpfungsanlagen gibt es auch bei Niederdruck-Wassernebel-Löschanlagen verschiedene Möglichkeiten die Anlage auszuführen. Sie können sowohl nass als auch trocken oder als vorgesteuertes System ausgeführt und hergestellt werden. Hierbei ist es wichtig, dass das vorgegebene Schutzziel immer erreicht wird.

## Wirkungsweise einer Niederdruck-Wassernebel-Löschanlage
Die Niederdruck-Wassernebel-Löschanlage erzielt mit weniger Wasser die gleiche Effizienz. Dies ist aufgrund der speziell hierfür hergestellten Düsen möglich. Diese Düsen ermöglichen es, Tropfengrößen von 10 bis 100 µm herzustellen. Wichtig hierbei ist, dass dies bereits im Niederdruckbereich (nach DIN 14972 < 12,5 bar) gemacht werden kann, denn nur so lässt sich auch von Niederdruck-Wassernebel sprechen.
Bei der Niederdruck-Wassernebel Technik kommt es aufgrund der verringerten Tropfengröße, im Vergleich zur Sprinkleranlage, zu einer vergrößerten Reaktionsoberfläche des eingebrachten Löschwassers. Diese Oberflächenvergrößerung bewirkt eine raschere Verdampfung des Löschwassers und dadurch eine hochwirksame Kühlung der Atmosphäre. Zusätzlich zu dieser Kühlung kommt es zu einem Inertisierungseffekt am Brandherd.
Die charakteristische Größe für die Geschwindigkeit der Dampfentwicklung aus einer Flüssigkeit ist der Verdampfungskoeffizient K [cm/sec*mmHg]. Dieser Verdampfungskoeffizient verdeutlicht die Rolle der Oberflächenbeschaffenheit des Wassers: je mehr Oberfläche reagieren kann, umso schneller verdampft das Wasser, und umso mehr Energie wird in der gleichen Zeiteinheit verbraucht. Hierbei zeigt auch der Wärmestrom, der in Abhängigkeit vom Tropfendurchmesser in einer Sekunde pro Liter Wasser mal Kelvin aufgenommen wird deutlich, dass kleine Tropfen mehr Energie aufnehmen können. Als Richtwert lässt sich aus verschiedenen Literaturstellen entnehmen, dass ein Tropfendurchmesser von d=100 µm circa 12 W/(l*K) aufnehmen kann, wohingegen ein Tropfendurchmesser von d=500 µm nur etwa 1 W/(l*K) aufnehmen kann.

## Vorteile
Im direkten Vergleich zu Sprinkleranlagen haben Niederdruck-Wassernebel-Löschanlagen mehrere offensichtliche Vorteile. Der wohl Augenfälligste ist der geringere Löschwasserverbrauch und damit auch die geringeren Wasserschäden durch Löschwasser. Damit einhergehend ist eine wesentlich geringere Löschwasserbevorratung, die als Nebeneffekt mehr Nutzfläche für den Nutzer bedeuten kann. Aufgrund von bisher gebauten Systemen kann man teilweise von einer bis zu 80 % geringeren Löschwasserbevorratung und Verbrauch ausgehen. Im direkten Zusammenhang steht der geringere Aufwand zur Löschwasserrückhaltung, da weniger kontaminiertes Löschwasser entsteht. Diese Faktoren ermöglichen es auch, die Installationen günstiger auszuführen. Man kann Niederdruck-Wassernebel-Löschanlagen auch im Beton verlegen.

## Einsatzbereiche
- Hotels
- Krankenhäuser
- Versammlungsstätten
- Veranstaltungsstätten
- Tiefgaragen / Parkhäuser
- Bürohäuser / Verwaltungsgebäude
- Kirchen / Museen / Archive / denkmalgeschützte Gebäude und Bereiche
- Kraftwerke / Turbinen / Generatoren / innenliegende Transformatoren / Kabelkanäle und -schächte
- Hochregallager / Lagerhallen / Lagerräume
- Fertigungshallen in der Industrie
- Wasserschleier–Anlagen
- Kabeltrassen / Förderbänder